# Кокран, Стив
Стив Кокран (англ. Steve Cochran; 25 мая 1917 года — 15 июня 1965 года) — американский актёр кино, телевидения и радио, наиболее известный своими киноролями 1940-50-х годов.
«Крепкий, мужественный ведущий актёр с зализанными назад черными как смоль волосами, Кокран обычно играл негодяев, грубиянов или бесчувственных любовников».«Здоровый, щетинистый, мрачно красивый, он сыграл смуглых и сексуальных хладнокровных злодеев в нескольких фильмах, ныне ставших классикой. Кокрану, наверное, не хватало харизмы Кларка Гейбла, но он компенсировал это своим грубым магнетизмом и сексуальной энергией — хотя этого и не было достаточно для достижения статуса суперзвезды».
Кокран начал свою карьеру в Федеральном театральном проекте в Детройте и в гастролирующих труппах, а в 1944 году дебютировал на Бродвее. С 1945 по 1948 год он работал по контракту со студией «Метро Голдвин Майер», играя главным образом второстепенные роли гангстеров. Свои наиболее удачные роли в этот период Кокран сыграл в музыкальных комедиях «Чудо-человек» (1945) и «Песня родилась» (1948), в оскароносной военной мелодраме «Лучшие годы нашей жизни» (1946) и фильме нуар «Погоня» (1946).
После годичного перерыва, когда он играл на Бродвее в спектакле Мэй Уэст «Бриллиантовая Лил», Кокран вернулся в кино, сыграв некоторые из своих наиболее значимых ролей: он был неистовым гангстером в фильме нуар Рауля Уолша «Белое каление» (1949) и сыграл скитальца в мрачной психологической драме Микеланджело Антониони «Крик» (1957). В промежутке между этими работами Кокран сыграл удачные роли в фильмах нуар «Проклятые не плачут» (1950), «Шоссе 301» (1950), «Штормовое предупреждение» (1951), «Завтра будет новый день» (1951) и «Личный ад 36» (1954), а также в драме «Приходи следующей весной» (1956). Кокран был режиссёром, продюсером, автором сценария и исполнителем главной роли в мелодраме «Скажи мне при солнечном свете», которая была выпущена уже после его смерти в 1967 году.
«Хотя на протяжении своей карьеры Кокран играл в основном преступников, тем не менее во многих фильмах он продемонстрировал подлинный талант, и его запомнят по незабываемым образам, созданным в таких фильмах, как „Белое каление“, „Штормовое предупреждение“ и „В стенах тюрьмы Фолсом“. Несмотря на его столкновения с законом многочисленные романы и конфликтные ситуации в личной жизни, Кокран скорее был скорее искателем рискованных приключений, чем нёс какую-либо реальную угрозу окружающим, и в то время, как его актёрская карьера пошла на закат к моменту его смерти, он только начинал работать в новом направлении как режиссёр и продюсер».
В 1965 году после нескольких лет невпечатляющих ролей в кино и на телевидении Кокран возродил свою продюсерскую компанию и направился в Центральную Америку на поиск натуры для нового фильма. Он нанял трёх мексиканок в возрасте от 14 до 25 лет для работы в качестве ассистенток и на 12-метровой яхте отплыл из Акапулько в Коста-Рику. 25 июня 1965 года яхту прибило в порт Чамперико в Гватемале. «На борту было трое потерявших душевное равновесие женщин и тело Кокрана, который умер приблизительно за 10 дней до того от острой лёгочной инфекции».

## Ранние годы
Стив Кокран родился 25 мая 1917 года в Юрике, Калифорния, но вырос в Ларами, Вайоминг, в семье лесоруба. Со школьных лет играя в театре, он тем не менее уделял основное время спорту, особенно, баскетболу. После окончания школы Кокран проработал некоторое время ковбоем и рабочим на железнодорожной станции, после чего поступил на учёбу в Университет Вайоминга, где начал посещать университетский драматический кружок.

## Театральная карьера в 1937—1945 годах
В 1937 году после года учёбы он ушёл из Университета и стал работать в Федеральном театральном проекте в Детройте. «Он попытался поискать счастья в Голливуде, однако не смог пробиться и даже пройти экранный тест». Некоторое время Кокран проработал в небольших постановках в Калифорнии, после чего вернулся в Ларами. В течение нескольких лет он участвовал в нескольких небольших театральных постановках и много гастролировал по всей стране. В промежутках между гастролями он зарабатывал на жизнь, работая на песчаном карьере в Калифорнии и частным детективом в нью-йоркском универмаге.
Во время Второй мировой войны Кокрана не вязли в армию по причине шумов в сердце, и он занялся постановкой шоу в армейских лагерях на западном побережье (и гастролировал с ними), а также выступал в спектаклях по всей стране.
Первый крупный успех пришёл к Кокрану, когда в 1944 году его пригласили на Бродвей в спектакль «Ветка ореха», который однако выдержал всего восемь представлений. Вскоре Кокран наконец добился прорыва, когда Театр «Гильдия» в Нью-Йорке взял его на главную роль в спектакле «Без любви» в паре с Констанс Беннетт, в этой роли на него обратил внимание Сэм Голдвин. После того, как Кокран проехал со спектаклем по всей стране и дабрался до Лос-Анджелеса, Голдвин взял Кокрана для работы как на собственной студии, так и на «Коламбиа».

## Кинокарьера в 1945—1949 годах
В 1945 году Кокран дебютировал на экране в увлекательной музыкальной комедии студии Голдвина «Чудо-человек» (1945) с популярным актёром Дэнни Кеем и Вирджинией Мейо, где Кокран исполнил роль злодея. В 1945 году в двух криминальных фильмах из серии про Бостонского Блэки Кокран сыграл роль сбежавшего из психиатрической больницы сумасшедшего убийцы.
После этого Кокран сыграл небольшую роль внебрачной интрижки Мейо в военной классике «Лучшие годы нашей жизни» (1946), а в фильме нуар «Погоня» (1946) он сыграл Эдди Романа, «жестокого мафиозного босса с обходительными манерами, который живёт на шикарной вилле в Майами со своей несчастной красавицей-женой (Мишель Морган). Затмившая всех харизматическая игра Кокрана стала высшим достижением этого запутанного и причудливого фильма».
В конце десятилетия он воссоединился с Кеем и Мейо в качестве актёра второго плана ещё дважды в коммерчески успешных музыкальных комедиях «Малыш из Бруклина» (1946) и «Песня родилась» (1948). «Однако Кокарну так и не удалось выбиться на главные роли, и его карьера начала проседать, в итоге студии решили не продлевать с ним контракт».

## Контракт с «Уорнер бразерс» (1949—1952)
В 1948 году Кокрана «заново открыла несравненная Мэй Уэст», которая пригласила его на роль главного любовника в её возрождённый бродвейский спектакль «Бриллиант Лил» (1948). «Под впечатлением от того, что Кокран ни в чём не уступал на сцене могучей Уэст, студия „Уорнер бразерс“ заключила с ним контракт на 1949—1952 годы». «Взяв Кокрана под своё крыло, студия начала формировать из него то, что станет его фирменным гангстерским голливудским образом». «Благодаря своей смуглой красоте и манерам крутого парня, Кокран стал естественным кандидатом на роли гангстеров и головорезов, которых он столь часто изображал с большим успехом в фильмах нуаровой эпохи, среди них „Белое каление“ (1949), „Проклятые не плачут“ (1950) и „Частный ад 36“ (1954)».
Жестокий гангстерский фильм нуар «Белое каление» (1949) стал «классикой высшего уровня благодаря захватывающему исполнению Джеймсом Кэгни роли психопатического мафиози и его впечатляющему финалу на „крыше мира“. Однако и Кокран получил свою долю успеха за роль мятежного двуручного бандита, который присваивает себе девушку (снова Мейо) и банду посаженного в тюрьму Кэгни. Как и во многих других своих ролях, беспринципный персонаж Кокарна сталкивается с печальным для себя концом».
В начале 1950-х годов студия «Уорнер» «дала Кокрану ещё несколько великолепных ролей». Он был гангстером и любовником Кроуфорд в фильме нуар «Проклятые не плачут» (1950) и бывшим заключённым и мужем Рут Роман в «Завтра будет новый день» (1951), и отвратительным мужем милой Дорис Дэй в «Штормовом предупреждении» (1951), он также получил высокую оценку за свою игру в реалистической драме «За стенами тюрьмы Фолсом» (1951).
Кокран продолжал отмечаться в ролях плохих парней, сыграв в весьма приличном вестерне «Даллас» (1950) с Гэри Купером, жёсткой саге о копах и грабителях «Шоссе 301» (1950) и нуаре «Штормовое предупреждение» (1951), где Кокран сыграл тупого и фанатичного члена «Ку-клукс-клана». Эту роль Кокран впоследствии называл самой любимой в своей карьере. В своём третьем фильме нуар 1950 года «Проклятые не плачут» Кокран снова сыграл гангстера, на этот раз бунтующего члена мафии, который пытается отобрать всю организацию у своего безжалостного босса. Хотя сам фильм получил противоречивые отклики, «яркая и убедительная» игра Кокрана получила положительные оценки кинокритиков
К числу лучших картин Кокрана в 1951 году относятся биографическая драма «Джим Торп: чистый американец» (1951) о печальной судьбе Джима Торпа, представителя коренного американского населения, ставшего олимпийским чемпионом. В тюремной драме «В стенах тюрьмы Фолсом» (1951), действие которого происходит в 1920-е годы, Кокран сыграл заключённого, который возглавляет побег.
Два его последних фильма для «Уорнер» были мюзиклами: «Она снова на Бродвее» (1953), снова с Мейо в шестой и последний раз, и "ужасный мюзикл «Песня пустыни» (1953) с Кэтрин Грэйсон, который стал его последним фильмом по контракту с «Уорнер бразерс».

## Кинокарьера в 1953—1965 годы
В 1953 году Кокран создал собственную продюсерскую компанию «Роберт Александер продакшнс», «так как почувствовал, что перестал расти на студии, и две его последние роли были настолько плохими, что он решил уйти и заняться продюсерством самостоятельно».
В этот период Кокран вместе с Айдой Лупино и её тогдашним мужем Говардом Даффом сыграл в напряжённой нуаровой драме «Личный ад 36» (1954), которая была произведена продюсерской компанией Лупино «Филмейкерс». В этой картине Кокран сыграл детектива, который вместе со своим партнёром похищает стальной короб с наличностью с места автомобильной аварии, уговаривая его разделить деньги со своей подружкой, певицей из ночного клуба. Сыграв сомнительного циркового антрепренёра в драме «Прыжок» (1954), Кокран исчез с экранов на целый год и ушёл в театр, где играл Старбака в спектакле «Продавец дождя». Вернувшись в кино, Кокран сыграл безжалостного издателя таблоида в нуаровой социальной драме «Клевета» (1957)
В 1956 году вышла в свет первая картина «Роберт Александер продакшнс», «отличная, но малоизвестная драма „Приходи следующей весной“ (1956) с Энн Шеридан в главной роли». Действие картины происходит в Арканзасе в 1920-е годы, где Кокран играет ушедшего из семьи спившегося фермера, который после многолетних странствий возвращается домой и пытается наладить отношения с женой и детьми и вернуть уважение горожан.
В 1957 году Кокран направился в Европу, где стал сопродюсером и исполнителем главной роли в психологической драме Микеланджело Антониони «Крик» (1957). Картина, в которой Кокран сыграл вместе с Алидой Валли и Бетси Блэр, рассказывала об одиноком скитальце в поисках своего места в жизни. Съёмки проходили в Италии в 1957 году, где в том же году она была выпущена в прокат, но в США вышла только в 1962 году. «Несмотря на отличные отзывы за границей, после этой картины карьера Кокрана окончательно пошла на спад».
В 1957 году в добротном британском триллере «Оружие» (1957) Кокран сыграл роль детектива, ведущего розыск мальчика, который случайно нашёл оружие, которое десять лет назад было использовано для убийства. В 1958 году Кокран сыграл главную роль офицера конфедеративной армии в достаточно увлекательном низкобюджетном вестерне «Всадники Куантрилла» (1958), а затем преступного главаря в криминальной драме «Я бандит» (1958), «в котором его убили на экране в 25-й раз».
В первоклассной криминальной драме «Большой управляющий» (1959) Кокран сыграл редкую для себя героическую роль человека, который восстаёт против преступного профсоюзного босса, которого устрашающе сыграл Микки Руни. «Следующий фильм Кокрана, криминальный триллер „Бит-поколение“ (1959) поставил тот же режиссёр — Чарльз Хаас, однако результат был значительно хуже. В этом, своём последнем фильме нуар Кокран сыграл ненавидящего женщин копа, который ищет серийного насильника. Это определённо самый слабый из нуаров Кокрана. Фильм провалился в прокате и был разбит критиками в пух и прах».
С годами «Кокран стал выглядеть обрюзгшим и тяжёлым, и был понижен до ролей насильников и преступников на телевидении в популярных сериалах „Сумеречная зона“ (1959), „Неприкасаемые“ (1960—1961), „Дни в Долине смерти“ (1964), „Правосудие Бёрка“ (1964—1965) и „Бонанза“ (1965)».
На большом экране Кокран сыграл в вестерне «Смертельные попутчики» (1961), значимым главным образом как режиссёрский дебют Сэма Пекинпы, и в мелодраме «О любви и желании» (1963), плохо прописанном фильме, ознаменовавшем возвращение на экран Мерл Оберон после семилетнего перерыва. В своём последнем фильме, романтической мелодраме «Скажи мне при дневном свете» (1965), Кокран помимо исполнения главной роли был продюсером, режиссёром и автором сценария.
Два последних фильма Кокрана — британский криминальный экшн «Мозамбик» (1965) и «Скажи мне при солнечном свете» (1965) — были выпущены после его смерти и остались практически не замеченными.

## Личная жизнь

### Скандалы
«Несмотря на то, что Кокран снялся на протяжении трёх десятилетий более чем в 40 фильмах, в прессе чаще писали о его внеэкранных подвигах, чем об игре в кино. Начиная от его многочисленных стычек с властями до широко разрекламированных романов со знаменитыми актрисами, вплоть до своей экстравагантной гибели в Тихом океане, жизнь Кокрана превзошла самый увлекательный голливудский сценарий и закончилась слишком быстро».
В 1952 году после новогодней вечеринки у себя дома Кокран ударил бейсбольной битой по голове одного из гостей, утверждая, что тот проник в дом незаконно и пытался устроить драку. Суд оправдал Кокрана, однако несколько месяцев спустя Кокран вынужден был заплатить штраф и компенсировать материальный ущерб за то, что пострадавшего уволили с работы по состоянию здоровья. В октябре 1953 года Кокран снова попал в новости, когда его задержали за попытку скрыться от полиции. На своей машине он проехал на красный свет, но в ответ на требование остановиться, попытался оторваться и проехал несколько миль, остановившись лишь после предупредительных выстрелов. В октябре 1956 года летая на частном самолёте около своего дома в Студио-сити, Кокран нырял и качал крыльями, не обращая внимания на сигналы полицейского вертолёта, за что был оштрафован полицией и получил 30 суток условного заключения. В 1960 году яхта Кокрана в густом тумане врезалась в волнорез пирса в Лос-Анджелесе. Кокарну и всем, кто был на яхте, пришлось добираться до берега на лодке, но, к счастью, всё обошлось без травм. В августе 1964 года во время съёмок фильма «Мозамбик» (1965) в Южной Африке Кокран был задержан по заявлению местного жокея, обвинившего Кокрана в адюльтере с его женой, сыгравшей в фильме небольшую роль. Кокран был оправдан. Три месяца спустя Кокран был арестован за избиение, связывание и затыкание рта кляпом 23-летней певице Рони Рэй, которую он пригласил домой для прослушивания в связи с планировавшимся им фильмом «Капитан О’Флинн». И в этом случае с него были сняты все обвинения.

### Браки и внебрачные связи
Кокран был женат трижды. От первого брака с художницей Флоренс Локвуд, который закончился разводом в 1946 году, у него родилась дочь Ксандра. У Кокрана были натянутые отношения с дочерью, и в конце концов они потеряли контакт. В 1946—1948 годах Кокран был женат на актрисе Фэй МакКензи. В 1961 году 44-летний Кокран женился на 19-летней датской актрисе Йонне Йенсен. Брак вновь не был удачным, через полгода пара рассталась, а ещё два месяца, в январе 1962 года, актриса подала на развод.
У Кокрана было пять внуков, детей Ксандры, среди них Алекс Джонс, известный как продюсер анимационного научно-фантастического ситкома «Футурама», который родился через год после смерти деда. Как и Кокран, Алекс умер в раннем возрасте (43 года) от неожиданной болезни.
На протяжении своей карьеры Кокран был известен как дамский угодник и имел романтические связи со многими знаменитыми актрисами, среди них Мэй Уэст, Мейми Ван Дорен, Барбара Пэйтон, Джейн Мэнсфилд, Джоан Кроуфорд и Мерл Оберон.

## Смерть
В 1965 году Кокран увлекся идеей снять фильм «Капитан О’Флинн» о реальных приключениях капитана Ли Куинна, который в 1963 году отправился в плавание по Тихому океану с полностью женским экипажем. В качестве подготовки к работе над фильмом Кокран решил испытать опыт Куинна на себе. Среди 200 кандидаток Кокран выбрал трёх мексиканских девушек в возрасте от 14 до 25 лет для сопровождения его в 8-дневном плавании из Акапулько до Коста-Рики, где должна была сниматься картина. Кокран отправился в плавание 5 июня 1965 года. Три недели спустя, 26 июня 1965 года 40-футовая шхуна актёра была отбуксирована в гватемальский порт Чамперико. На борту были три испуганных женщины и тело мёртвого Кокрана. Власти установили, что 48-летний актёр умер от острой лёгочной инфекции через 10 дней после отплытия из Акапулько. На протяжении почти двух недель женщины беспомощно дрейфовали на лодке, прежде чем их не спасли у берегов Гватемалы.

## Фильмография
| Год        | Русское название                        | Оригинальное название              | Примечание             | Роль                              |
| ---------- | --------------------------------------- | ---------------------------------- | ---------------------- | --------------------------------- |
| 1945       | Веселая сеньорита                       | The Gay Senorita                   |                        | Томас Обрион, он же Тим О’Брайен  |
| 1945       | Чудо-человек                            | Wonder Man                         |                        | Джексон Десять штук               |
| 1945       | Свидание Бостонского Блэки              | Boston Blackie’s Rendezvous        |                        | Джимми Кук                        |
| 1945       | Бостонский Блэки задержан по подозрению | Boston Blackie Booked on Suspicion |                        | Джек Хиггинс                      |
| 1946       | Лучшие годы нашей жизни                 | The Best Years of Our Lives        |                        | Клифф                             |
| 1946       | Погоня                                  | The Chase                          |                        | Эдди Роман                        |
| 1946       | Малыш из Бруклина                       | The Kid from Brooklyn              |                        | Спид МакФарлейн                   |
| 1947       | Копакабана                              | Copacabana                         |                        | Стив Хант                         |
| 1948       | Песня родилась                          | A Song Is Born                     |                        | Тони Кроу                         |
| 1949       | Белое каление                           | White Heat                         |                        | Большой Эд Сомерс                 |
| 1949       | Телевизионный театр «Филко»             | The Philco Television Playhouse    | Телесериал (1 эпизод)  |                                   |
| 1950       | Даллас                                  | Dallas                             |                        | Брайант Марлоу                    |
| 1950       | Шоссе 301                               | Highway 301                        |                        | Джордж Лагенза                    |
| 1950       | Проклятые не плачут                     | The Damned Don’t Cry               |                        | Ник Прента                        |
| 1951       | Танки идут                              | The Tanks Are Coming               |                        | Франсис Алоизиус «Салли» Салливан |
| 1951       | Джим Торп: настоящий американец         | Jim Thorpe — All-American          |                        | Питер Аллендайн                   |
| 1951       | Завтра будет новый день                 | Tomorrow Is Another Day            |                        | Билл Кларк / Майк Льюис           |
| 1951       | В стенах тюрьмы Фолсом                  | Inside the Walls of Folsom Prison  |                        | Чак Даниэлс                       |
| 1951       | Рэйтон пасс                             | Raton Pass                         |                        | Сай Ван Клив                      |
| 1951       | Штормовое предупреждение                | Storm Warning                      |                        | Хэнк Райс                         |
| 1952       | Операция Секрет                         | Operation Secret                   |                        | Марсель Бревоорт                  |
| 1952       | Лев и конь                              | The Lion and the Horse             |                        | Бен Кирби                         |
| 1953       | Видеотеатр «Люкс»                       | Lux Video Theatre                  | Телесериал (1 эпизод)  | Люк Мартенс                       |
| 1953       | Акулья река                             | Shark River                        |                        | Дэн Уэбли                         |
| 1953       | Возвращение в страну Бога               | Back to God’s Country              |                        | Пол Блейк                         |
| 1953       | Песня пустыни                           | The Desert Song                    |                        | Капитан Клод Фонтэн               |
| 1953       | Она вернулась на Бродвей                | She’s Back on Broadway             |                        | Рик Соммерс                       |
| 1953-1955  | Студия Один                             | Studio One                         | Телесериал (3 эпизода) |                                   |
| 1954       | Личный ад 36                            | Private Hell 36                    |                        | Кэл Брюнер                        |
| 1954       | Прыжок                                  | Carnival Story                     |                        | Джо Хэммонд                       |
| 1954       | Роберт Монтгомери представляет          | Robert Montgomery Presents         | Телесериал (1 эпизод)  | Капитан Джон Прингл               |
| 1954-1956  | Телевизионный театр «Форда»             | The Ford Television Theatre        | Телесериал (2 эпизода) |                                   |
| 1954-1957  | Кульминация                             | Climax!                            | Телесериал (3 эпизода) |                                   |
| 1955       | Театр «Дженерал Электрик»               | General Electric Theater           | Телесериал (1 эпизод)  | Дрого                             |
| 1956       | Оружие                                  | The Weapon                         |                        | Марк Эндрюс                       |
| 1956       | Приходи следующей весной                | Come Next Spring                   |                        | Мэтт Бэллот                       |
| 1957       | Театр звезд «Шлитц»                     | Schlitz Playhouse of Stars         | Телесериал (1 эпизод)  |                                   |
| 1957       | Крик                                    | Il grido                           |                        | Альдо                             |
| 1957       | Клевета                                 | Slander                            |                        | Х. Р. Мэнли                       |
| 1958       | Я бандит                                | I Mobster                          |                        | Джо Санте                         |
| 1958       | Всадники Куантрилла                     | Quantrill’s Raiders                | Телесериал (1 эпизод)  | Капитан Алан «Уэс» Уэсткотт       |
| 1958       | Театр Зейна Грея                        | Zane Grey Theater                  | Телесериал (1 эпизод)  | Маршал Кэм Толби                  |
| 1959       | Сумеречная зона                         | The Twilight Zone                  | Телесериал (1 эпизод)  | Фред Ренард                       |
| 1959       | Большой управляющий                     | The Big Operator                   |                        | Билл Гибсон                       |
| 1959       | Бит-поколение                           | The Beat Generation                |                        | Дейв Каллоран                     |
| 1959       | Письмо Лоретте                          | Letter to Loretta                  | Телесериал (1 эпизод)  | Джо                               |
| 1960       | Ренегат                                 | The Renegade                       | Телефильм              | Рори О’Нил                        |
| 1960       | Истории Ширли Темпл                     | Shirley Temple’s Storybook         | Телесериал (1 эпизод)  | Главный сеятель                   |
| 1960       | Обнаженный город                        | Naked City                         | Телесериал (1 эпизод)  | Ник Мори                          |
| 1960-1961  | Неприкасаемые                           | The Untouchables                   | Телесериал (2 эпизода) |                                   |
| 1961       | Автобусная остановка                    | Bus Stop                           | Телесериал (1 эпизод)  | Джед Шелби                        |
| 1961       | Смертельные попутчики                   | The Deadly Companions              |                        | Билли Кеплингер                   |
| 1962       | Виргинец                                | The Virginian                      | Телесериал (1 эпизод)  | Джейми Доббс                      |
| 1962       | Шоу Дика Пауэлла                        | The Dick Powell Show               | Телесериал (1 эпизод)  | Оуби Робертс                      |
| 1963       | О любви и желании                       | Of Love and Desire                 |                        | Стив Кори                         |
| 1963       | Шоссе 66                                | Route 66                           | Телесериал (1 эпизод)  | Хэнк Сэксон                       |
| 1963       | Стоуни Бёрк                             | Stoney Burke                       | Телесериал (1 эпизод)  | Мэл Толлеранс                     |
| 1964       | Мистер Бродвей                          | Mr. Broadway                       | Телесериал (1 эпизод)  | Бадди                             |
| 1964       | Смерть в Долине смерти                  | Death Valley Days                  | Телесериал (1 эпизод)  | Отец Патрик Меноуг                |
| 1964- 1965 | Правосудие Берка                        | Burke’s Law                        | Телесериал (3 эпизода) | Флетчер Симуэй                    |
| 1965       | Бонанза                                 | Bonanza                            | Телесериал (1 эпизод)  | Бёрк Шэннон / Бут Шэннон          |
| 1965       | Мозамбик                                | Mozambique                         |                        | Брэд Уэбстер                      |
| 1965       | Скажите мне при солнечном свете         | Tell Me in the Sunlight            |                        | Дейв                              |